# Salles-Courbatiès
Salles-Courbatiès (okzitanisch: Salas e Corbatièrs) ist eine französische Gemeinde mit 480 Einwohnern (Stand: 1. Januar 2022) im Département Aveyron in der Region Okzitanien (vor 2016 Midi-Pyrénées). Sie gehört zum Arrondissement Villefranche-de-Rouergue und zum Kanton Lot et Montbazinois. Die Einwohner werden Salésiens und Salésiennes genannt. 

## Geografie
Salles-Courbatiès liegt etwa 45 Kilometer westnordwestlich von Rodez am Flüsschen Diège. Umgeben wird Salles-Courbatiès von den Nachbargemeinden Naussac im Norden und Osten, Drulhe im Südosten, Saint-Igest im Süden, Villeneuve im Westen und Südwesten sowie Gelles im Nordwesten.

## Bevölkerungsentwicklung
| Jahr                       | 1962 | 1968 | 1975 | 1982 | 1990 | 1999 | 2006 | 2019 |
| Einwohner                  | 458  | 435  | 348  | 345  | 354  | 383  | 391  | 418  |
| Quellen: Cassini und INSEE |      |      |      |      |      |      |      |      |

## Sehenswürdigkeiten

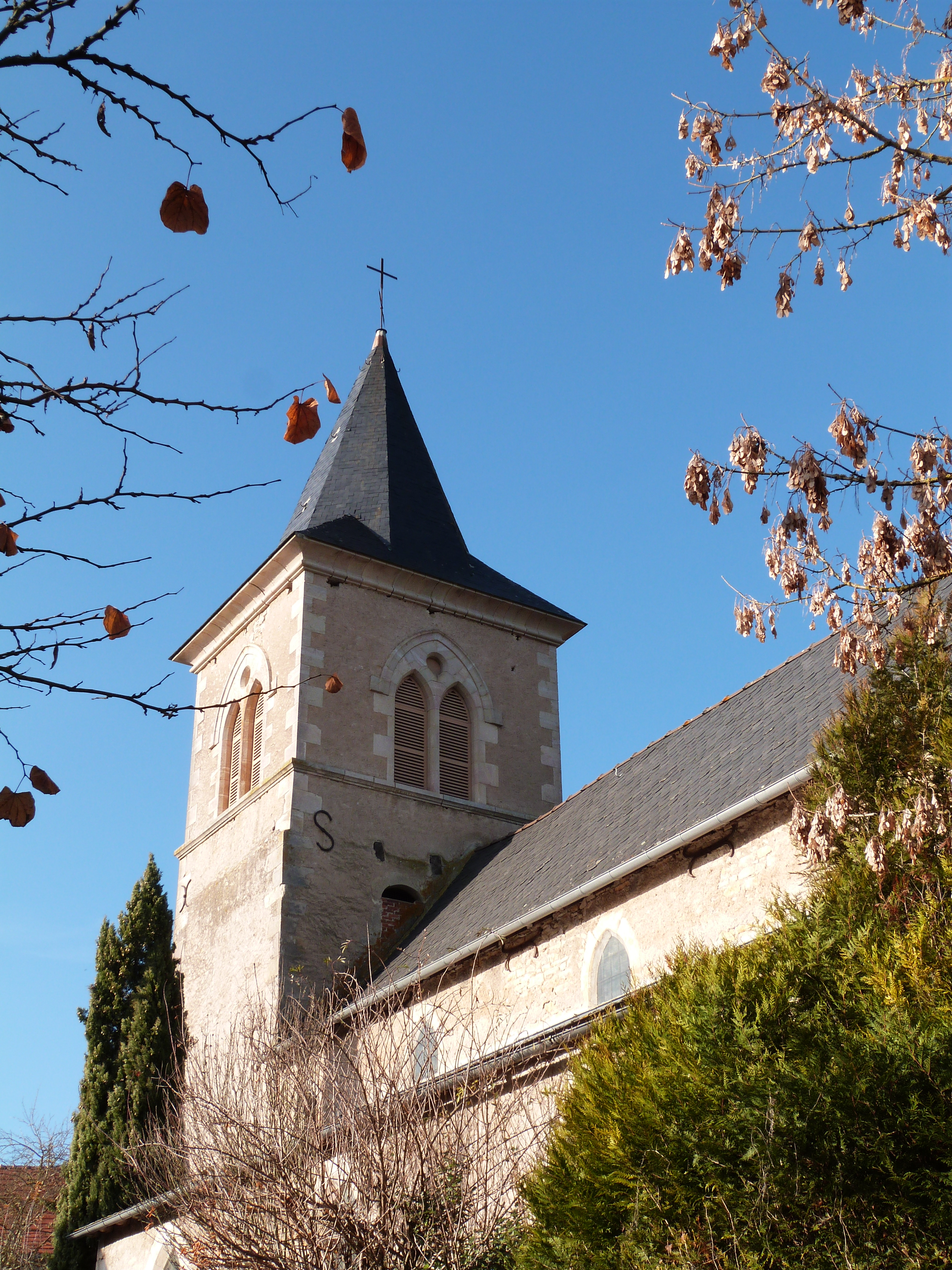
Kirche Notre-Dame-de-la-Nativité
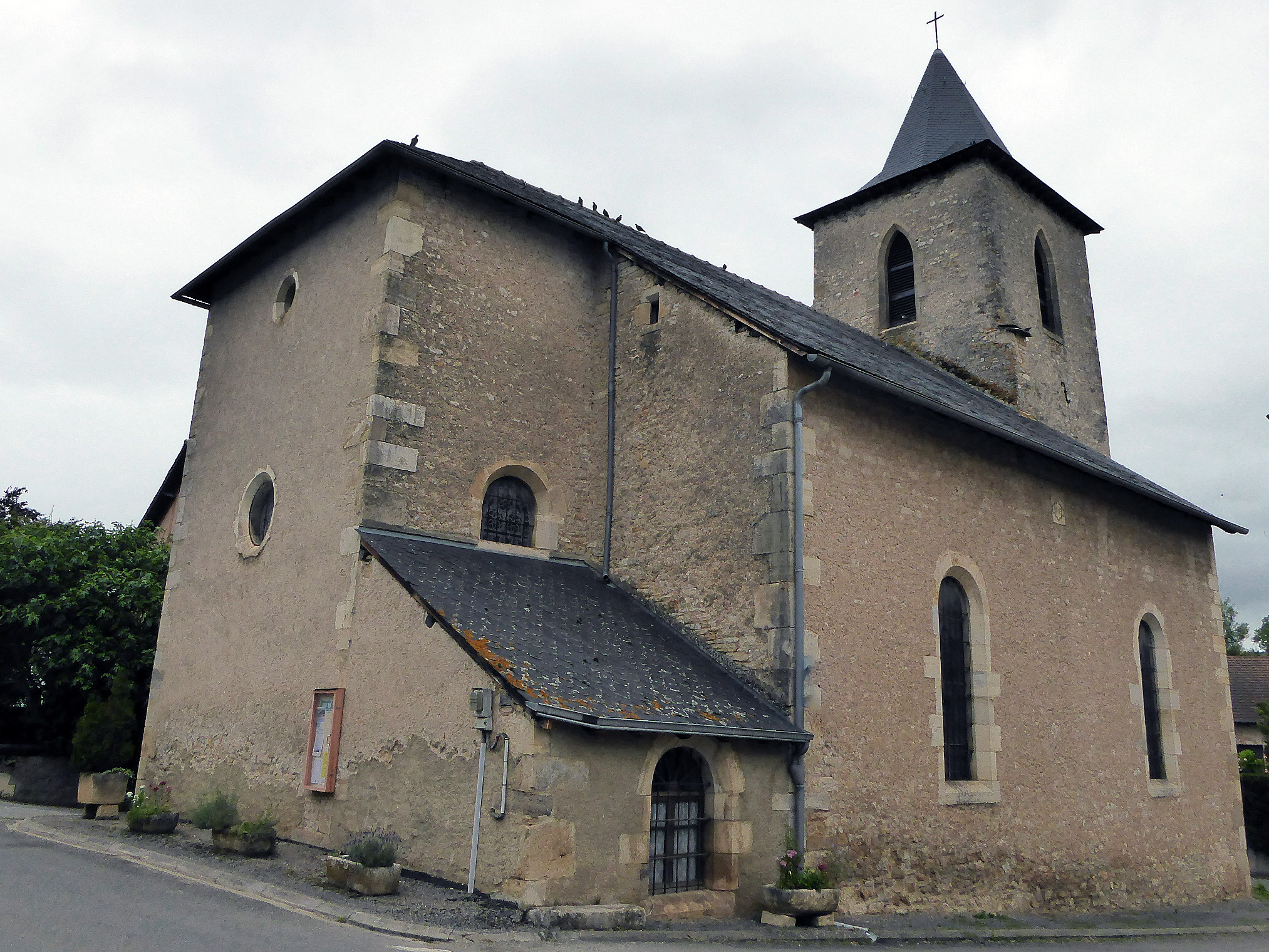
Kirche Notre-Dame-de-l’Assomption in Claunhac
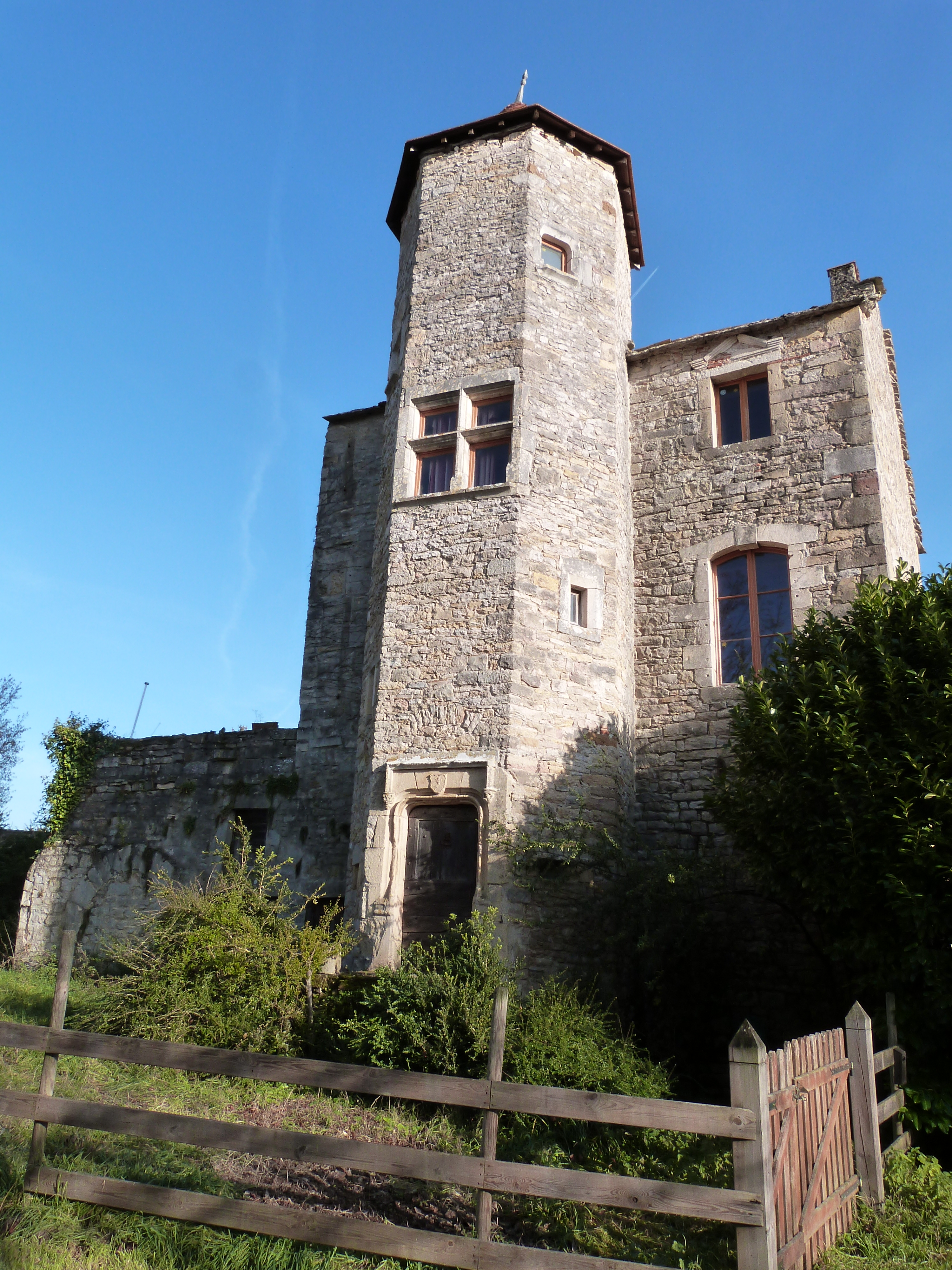
Schloss Salles-Courbatiès
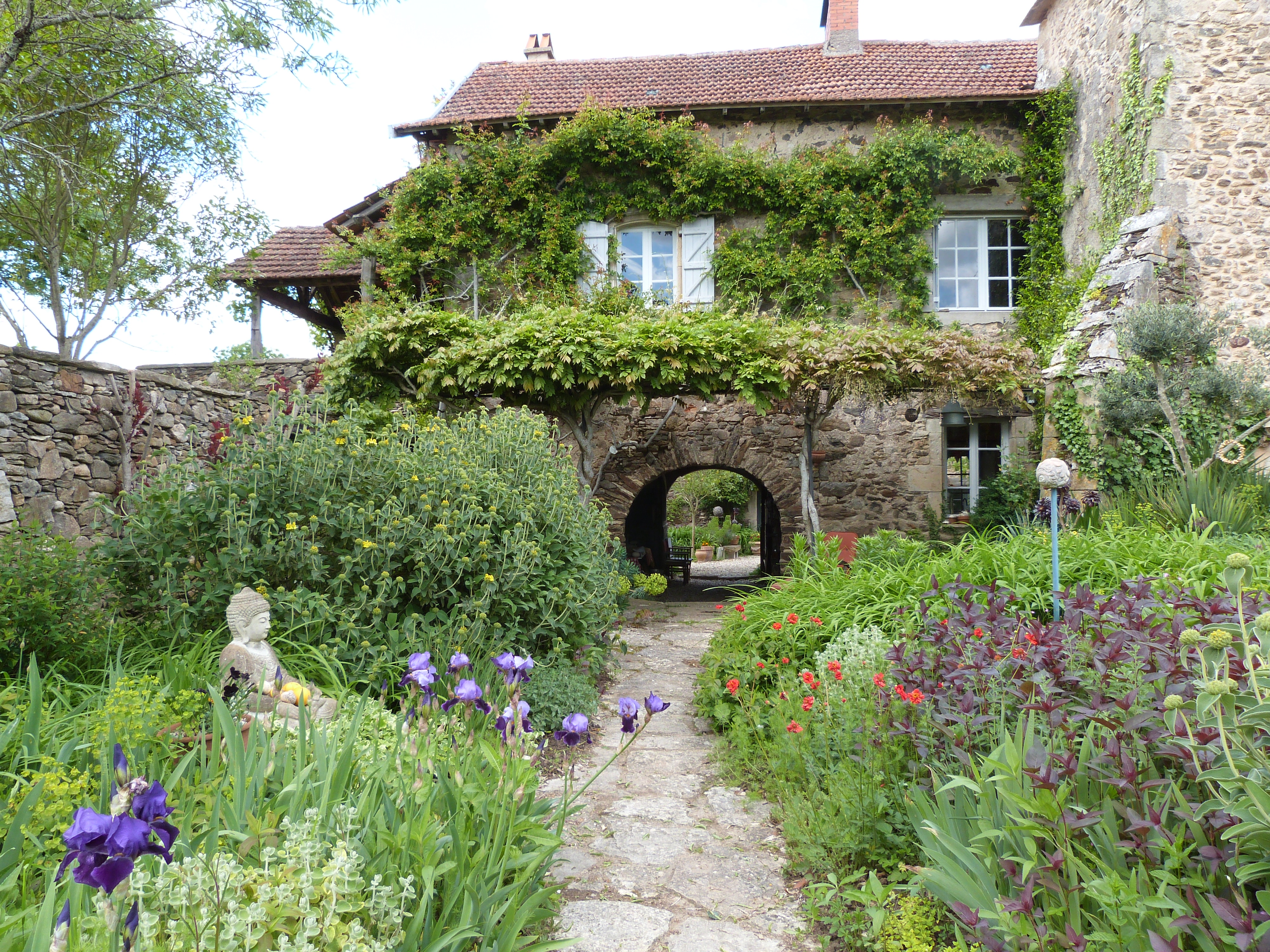
Garten La Mothe
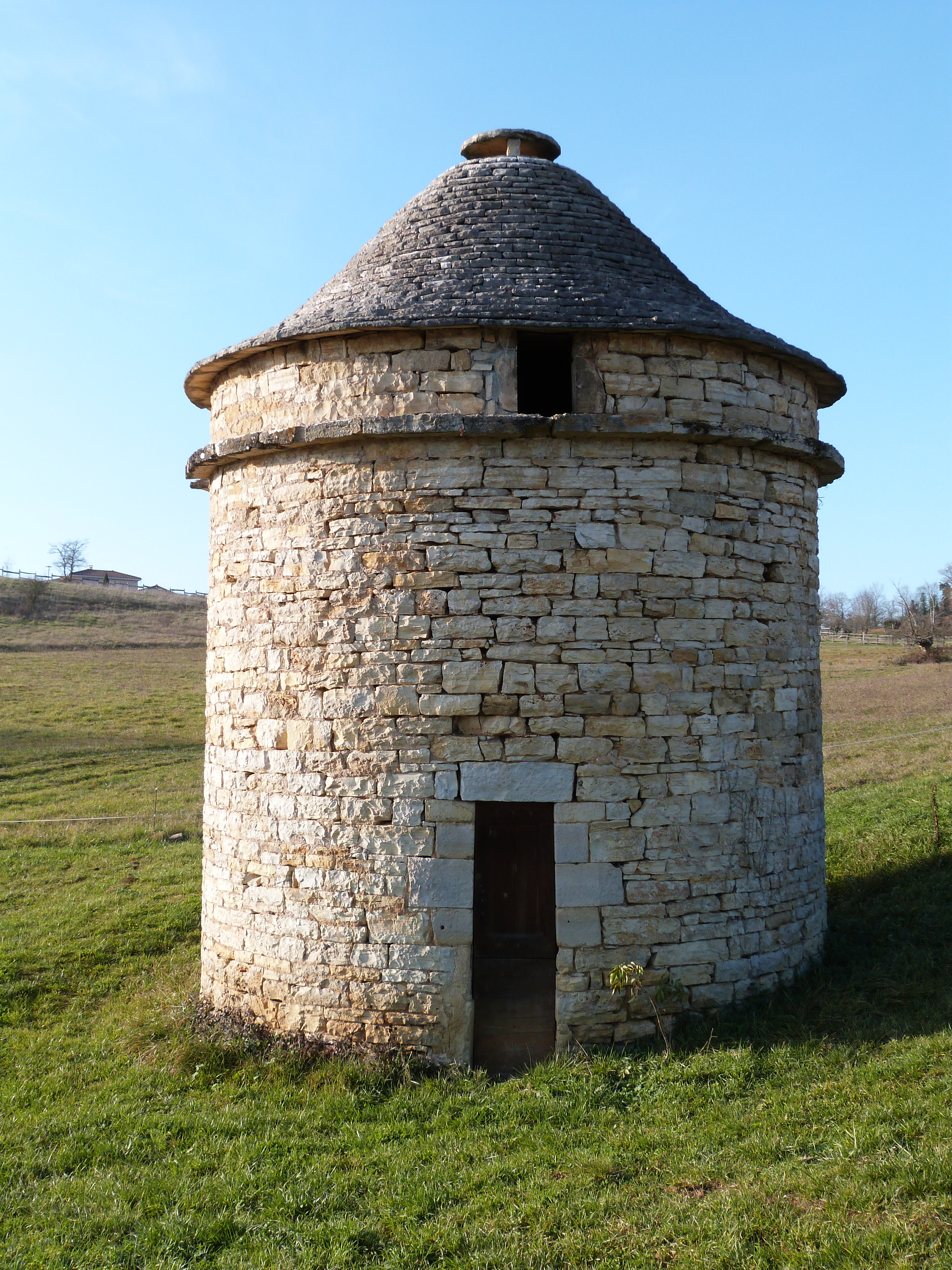
Taubenturm

- Kirche Notre-Dame-de-la-Nativité
- Kirche Notre-Dame-de-l’Assomption
- Schloss Salles-Courbatiès
- Garten La Mothe
- Taubenturm